# Воротно
Воротно — озеро в Ивановской волости Невельского района Псковской области, к востоку от города Невель.
Площадь — 5,0 км² (500 га). Максимальная глубина — 5,8 м, средняя глубина — 2,7 м.
На берегу озера расположены деревни Рыкалево, Караваи, Марьино, Шарино, Кубланово, Поздняково.
Проточное. Относится к бассейну реки Еменка, притока реки Ловать.
Тип озера лещово-судачий. Массовые виды рыб: щука, окунь, плотва, лещ, красноперка, судак, язь, густера, щиповка, уклея, линь, налим, вьюн, карась.
Для озера характерны песчано-илистое дно, камни.
Код водного объекта в государственном водном реестре — 01040200311102000023088.